# Jack Lord
Jack Lord, nome d'arte di John Joseph Patrick Ryan (New York, 30 dicembre 1920 – Honolulu, 21 gennaio 1998), è stato un attore statunitense.
È noto al pubblico televisivo per l'interpretazione di Steve McGarrett nella lunga serie Hawaii Squadra Cinque Zero e a quello cinematografico per il ruolo di Felix Leiter, l'alleato americano di James Bond in Agente 007 - Licenza di uccidere.

## Filmografia parziale

### Cinema
- Corte marziale (The Court-Martial of Billy Mitchell), regia di Otto Preminger (1955)
- Il re vagabondo (The Vagabond King), regia di Michael Curtiz (1956)
- Contrabbando sul Mediterraneo (Tip on a Dead Jockey), regia di Richard Thorpe (1957)
- La vera storia di Lynn Stuart (The True Story of Lynn Stuart), regia di Lewis Seiler (1958)
- Il piccolo campo (God's Little Acre), regia di Anthony Mann (1958)
- Dove la terra scotta (Man of the West), regia di Anthony Mann (1958)
- Il boia (The Hangman), regia di Michael Curtiz (1959)
- I draghi del West (Walk Like a Dragon), regia di James Clavell (1960)
- Agente 007 - Licenza di uccidere (Dr. No), regia di Terence Young (1962)
- Il bandito nero (Ride to Hangman's Tree), regia di Alan Rafkin (1967)
- Tutti cadranno in trappola (The Counterfeit Killer), regia di Joseph Lejtes (1968)
- Il mistero della bambola dalla testa mozzata (The Name of the Game Is Kill), regia di Gunnar Hellström (1968)

### Televisione
- Have Gun - Will Travel – serie TV, episodio 1x01 (1957)
- Climax! – serie TV, episodio 3x30 (1957)
- Gunsmoke – serie TV, episodio 3x14 (1957)
- Conflict – serie TV, episodio 1x18 (1957)
- Bonanza – serie TV, episodio 1x17 (1960)
- Carovana (Stagecoach West) – serie TV, episodi 1x24-1x25 (1961)
- Outlaws – serie TV, episodio 1x17 (1961)
- The Americans – serie TV, episodio 1x06 (1961)
- Gli uomini della prateria (Rawhide) – serie TV, episodio 3x21 (1961)
- Scacco matto (Checkmate) – serie TV, episodio 2x13 (1962)
- The Greatest Show on Earth – serie TV, episodio 1x20 (1964)
- Il reporter (The Reporter) – serie TV, episodio 1x03 (1964)
- Il virginiano (The Virginian) – serie TV, episodio 5x10 (1966)
- Ai confini dell'Arizona (The High Chaparral) – serie TV, episodio 1x20 (1968)
- Hawaii squadra cinque zero (Hawaii Five-O) – serie TV, 286 episodi (1968-1980)

## Doppiatori italiani
- Giuseppe Rinaldi in Contrabbando sul Mediterraneo; Il piccolo campo; Agente 007 - Licenza di uccidere
- Pino Locchi in Dove la terra scotta
- Gualtiero De Angelis in Corte marziale
- Massimo Turci in Il boia
- Francesco Prando in Hawaii Squadra Cinque Zero